# Satellite Awards
De Satellite Awards, voorheen de Golden Satellite Awards, zijn Amerikaanse film- en televisieprijzen van de International Press Academy.

## Geschiedenis
De Satellite Awards worden sinds 1996 jaarlijks uitgereikt. De prijzen stonden tot en met 2004 bekend als de Golden Satellite Awards en werden in januari uitgereikt voor het jaar ervoor. Sinds 2005 worden de prijzen in december uitgereikt voor het voorbije jaar.

## Categorieën

### Film
- Beste acteur in een dramafilm
- Beste acteur in een komische film
- Beste actrice in een dramafilm
- Beste actrice in een komische film
- Beste animatiefilm
- Beste artdirection
- Beste ensemble
- Beste camerawerk
- Beste kostuumontwerp
- Beste regisseur
- Beste documentaire
- Beste montage
- Beste dramafilm
- Beste komische film
- Beste anderstalige film
- Beste oorspronkelijke muziek
- Beste oorspronkelijke lied
- Beste bewerkte scenario
- Beste oorspronkelijke scenario
- Beste geluid (sinds 1999)
- Beste mannelijke bijrol (sinds 2005)
- Beste mannelijke bijrol in een komische film (1996-2004)
- Beste mannelijke bijrol in een dramafilm (1996-2004)
- Beste vrouwelijke bijrol (sinds 2005)
- Beste vrouwelijke bijrol in een komische film (1996-2004)
- Beste vrouwelijke bijrol in een dramafilm (1996-2004)
- Beste visuele effecten

### Televisie
- Beste acteur in een dramaserie
- Beste acteur in een komische serie
- Beste acteur in een miniserie of televisiefilm
- Beste actrice in een dramaserie
- Beste actrice in een komische serie
- Beste actrice in een miniserie of televisiefilm
- Beste ensemble (sinds 2005)
- Beste televisiedrama
- Beste televisiekomedie
- Beste miniserie of televisiefilm (1996-1998)
- Beste miniserie (sinds 1999)
- Beste televisiefilm (sinds 1999)
- Beste mannelijke bijrol
- Beste vrouwelijke bijrol
- Beste mannelijke bijrol in een komische serie
- Beste mannelijke bijrol in een dramaserie
- Beste vrouwelijke bijrol in een komische serie
- Beste vrouwelijke bijrol in een dramaserie